# Punta Vallelunga
La Punta Vallelunga (in tedesco Langtauferer Spitze 3.528 m s.l.m.) è una montagna delle Alpi Retiche orientali (sottosezione Alpi Venoste). Si trova lungo la linea di confine tra l'Italia e l'Austria poco a nordest della Palla Bianca.